# پرنده‌بال‌ها
پرنده‌بال‌ها (نام علمی: Ornithoptera) یک سرده از پروانه‌های پرنده‌بال است که در بخش شمالی قلمرو استرالیا، در شرق خط وبر در جزایر ملوک، گینه نو، جزایر سلیمان و شمال شرقی استرالیا یافت می‌شود؛ به جز Ornithoptera richmondia، که ممکن است در شمال شرقی نیو ساوت ولز، استرالیا یافت‌شود، بنابراین جنوبی‌ترین پراکندگی پرنده‌بال‌ها است. این سرده شامل دو گونه بزرگ از پروانه‌ها در جهان، پرنده‌بال ملکه الکساندرا و پرنده‌بال جالوت است. گونه‌های Ornithoptera توسط جمع‌آوران حشرات بسیار ارزشمند هستند، زیرا کمیاب، بزرگ و فوق‌العاده زیبا هستند.